# ロケット中型揚陸艦
ロケット中型揚陸艦（英語: Landing Ship Medium (Rocket) , LSM(R)）は、アメリカ海軍が運用していた揚陸艦の艦種。
水陸両用作戦においては、上陸戦に先立っての制圧射撃などの火力支援が必要となる。これには戦艦や巡洋艦などによる艦砲射撃も重要であるが、第二次世界大戦後半に入って、アメリカ海軍は専用艦種の整備を計画した。
設計はLSM-1級中型揚陸艦をもとにしている。これは艦型が手頃であり、また一層の上甲板を架してバウランプ・バウドアを閉鎖すれば露天の車両甲板を広大な艦内区画に転用できることが買われたものであった。最初に建造されたLSM(R)-188級は、ほぼこの通りの設計に基づいて、建造途上のLSM-1級を改装したものであった。艦尾側の上甲板上にMk.30 5インチ単装緩射砲1基を、またそれより前方の上甲板上全域にわたってロケット発射機を設置していた。1,000トン未満の艦型での5インチ砲の搭載は異例のことであったが、これは艦砲射撃の際の投射弾量を考慮して、これより小口径の砲では効果が疑問であると考えられたためであった。またロケット発射機としては、当初は航空機用発射機をベースにした4連装のMk.36と6連装のMk.30が用いられていたが、これらはいずれも人力装填方式であったため、次発装填に時間がかかった。このため、LSM(R)-196以降では重力式の自動装填を導入したMk.51が採用された。これは1基あたり12発の127mmロケット弾を装填することができた。なお、ここで用いられる127mmロケット弾としては、当初は航空機用の5インチ FFAR（Forward Firing Aircraft Rocket）が用いられていた。
続いて第2陣として建造されたLSM(R)-401級は、LSM-1級の船体と主機関を流用してはいるものの、艦橋構造物は右舷側のアイランド型から艦尾側へ移設され、艦容が一変している。これに伴い、Mk.30 5インチ単装緩射砲は艦橋構造物前方に移された。またロケット発射機は自動装填・パワードライブ方式のMk.105連装発射機に変更された。上甲板の1層下に給弾室が設けられており、連続自動装填と組み合わせることで、毎分30発のロケット弾を発射することができた。こちらでは旋転式のHVSR（High Velocity Spinner Rocket）ロケット弾が用いられていた。

## 諸元表
|            | LSM(R)-188級 | LSM(R)-196級                                                                                    | LSM(R)-401級 |
| 基準排水量 | 783t | 783t                                                                                            | 994t |
| 満載排水量 | 968t | 968t                                                                                            | 1,280t |
| 全長       | 62 m | 62 m                                                                                            | 62.9 m |
| 幅         | 10.5 m | 10.5 m                                                                                          | 10.5 m |
| 吃水       | 1.68 m | 1.68 m                                                                                          | 2.04 m |
| 主機       | ディーゼルエンジン×2基 (2,880馬力) スクリュープロペラ×2軸                                                                             | ディーゼルエンジン×2基 (2,880馬力) スクリュープロペラ×2軸                                       | ディーゼルエンジン×2基 (2,880馬力) スクリュープロペラ×2軸                                                              |
| 速力       | 13.2 kt | 13.2 kt                                                                                         | 12.6 kt |
| 航続距離   | 4,900 nmi (12kt巡航時) | 4,900 nmi (12kt巡航時)                                                                          | 3,000 nmi (12kt巡航時)                                                                                                 |
| 乗員       | 86名 | 86名                                                                                            | 138名 |
| 兵装       | ・Mk.30 5インチ単装緩射砲×1基 ・40mm単装機銃×2基 ・20mm単装機銃×3基 ・Mk.36 4連装ロケット発射機×75基 ・Mk.30 6連装ロケット発射機×30基 | ・Mk.30 5インチ単装緩射砲×1基 ・40mm単装機銃×2基 ・20mm単装機銃×3基 ・Mk.51 ロケット発射機×85基 | ・Mk.30 5インチ単装緩射砲×1基 ・107mm迫撃砲×4基 ・40mm連装機銃×2基 ・20mm連装機銃×4基 ・Mk.105 連装ロケット発射機×10基 |